# Olympische Winterspiele 2018/Shorttrack – 500 m (Frauen)
Der Wettkampf über 500 m Shorttrack der Frauen bei den Olympischen Winterspielen 2018 wurde am 10. und 13. Februar 2018 in der Gangneung Ice Arena ausgetragen. Die Italienerin Arianna Fontana wurde Olympiasiegerin. Yara van Kerkhof aus den Niederlanden gewann Silber und die Bronzemedaille erhielt Kim Boutin aus Kanada. Insgesamt wurde vier Mal ein neuer olympischer Rekord aufgestellt.

## Neue Rekorde
| Olympischer Rekord | Elise Christie ( Großbritannien) | 42,872 s | 10. Februar 2018 |
| Olympischer Rekord | Choi Min-jeong ( Südkorea)       | 42,870 s | 10. Februar 2018 |
| Olympischer Rekord | Elise Christie ( Großbritannien) | 42,703 s | 13. Februar 2018 |
| Olympischer Rekord | Choi Min-jeong ( Südkorea)       | 42,422 s | 13. Februar 2018 |

## Ergebnisse
Q – Qualifikation nächste Runde

ADV – Advanced

### Vorläufe
| Rang | Lauf | Athletin             | Land                             | Zeit         | Anmerkungen |
| ---- | ---- | -------------------- | -------------------------------- | ------------ | ----------- |
| 1    | 1    | Kim Boutin           | Kanada                           | 43,634 s     | Q           |
| 2    | 1    | Natalia Maliszewska  | Polen                            | 43,725 s     | Q           |
| 3    | 1    | Lana Gehring         | Vereinigte Staaten               | 43,825 s     |             |
| 4    | 1    | Lucia Peretti        | Italien                          | 43,994 s     |             |
| 1    | 2    | Arianna Fontana      | Italien                          | 43,214 s     | Q           |
| 2    | 2    | Andrea Keszler       | Ungarn                           | 43,274 s     | Q           |
| 3    | 2    | Kathryn Thomson      | Großbritannien                   | 1:08,896 min |             |
| 4    | 2    | Suzanne Schulting    | Niederlande                      | DNF          |             |
| 1    | 3    | Sofja Proswirnowa    | Olympische Athleten aus Russland | 43,376 s     | Q           |
| 2    | 3    | Yara van Kerkhof     | Niederlande                      | 43,430 s     | Q           |
| 3    | 3    | Bianca Walter        | Deutschland                      | 43,541 s     |             |
| 4    | 3    | Sumire Kikuchi       | Japan                            | 44,838 s     |             |
| 1    | 4    | Elise Christie       | Großbritannien                   | 42,872 s     | Q, OR       |
| 2    | 4    | Qu Chunyu            | China                            | 42,971 s     | Q           |
| 3    | 4    | Shim Suk-hee         | Südkorea                         | 43,048 s     |             |
| 4    | 4    | Véronique Pierron    | Frankreich                       | 43,148 s     |             |
| 1    | 5    | Fan Kexin            | China                            | 43,350 s     | Q           |
| 2    | 5    | Maame Biney          | Vereinigte Staaten               | 43,665 s     | Q           |
| 3    | 5    | Kim A-lang           | Südkorea                         | 43,724 s     |             |
| 4    | 5    | Anastassija Krestowa | Kasachstan                       | 43,821 s     |             |
| 1    | 6    | Martina Valcepina    | Italien                          | 43,698 s     | Q           |
| 2    | 6    | Han Yutong           | China                            | 43,719 s     | Q           |
| 3    | 6    | Tifany Huot-Marchand | Frankreich                       | 44,659 s     |             |
|      | 6    | Jamie MacDonald      | Kanada                           |              | PEN         |
| 1    | 7    | Marianne St-Gelais   | Kanada                           | 43,437 s     | Q           |
| 2    | 7    | Anna Seidel          | Deutschland                      | 43,742 s     | Q           |
| 3    | 7    | Lara van Ruijven     | Niederlande                      | 43,771 s     |             |
| 4    | 7    | Magdalena Warakomska | Polen                            | 44,311 s     |             |
| 1    | 8    | Choi Min-jeong       | Südkorea                         | 42,870 s     | Q, OR       |
| 2    | 8    | Petra Jászapáti      | Ungarn                           | 55,670 s     | Q           |
| 3    | 8    | Emina Malagitsch     | Olympische Athleten aus Russland | 56,830 s     |             |
| 4    | 8    | Charlotte Gilmartin  | Großbritannien                   | DNF          |             |

### Viertelfinale
| Rang | Lauf | Athletin            | Land                             | Zeit (s) | Anmerkungen |
| ---- | ---- | ------------------- | -------------------------------- | -------- | ----------- |
| 1    | 1    | Arianna Fontana     | Italien                          | 43,128   | Q           |
| 2    | 1    | Yara van Kerkhof    | Niederlande                      | 43,197   | Q           |
| 3    | 1    | Natalia Maliszewska | Polen                            | 43,384   |             |
|      | 1    | Marianne St-Gelais  | Kanada                           |          | DSQ         |
| 1    | 2    | Elise Christie      | Großbritannien                   | 42,703   | Q, OR       |
| 2    | 2    | Kim Boutin          | Kanada                           | 42,789   | Q           |
| 3    | 2    | Andrea Keszler      | Ungarn                           | 43,053   |             |
| 4    | 2    | Anna Seidel         | Deutschland                      | 44,325   |             |
| 1    | 3    | Sofja Proswirnowa   | Olympische Athleten aus Russland | 43,466   | Q           |
| 2    | 3    | Fan Kexin           | China                            | 43,485   | Q           |
| 3    | 3    | Han Yutong          | China                            | 43,627   |             |
| 4    | 3    | Maame Biney         | Vereinigte Staaten               | 44,772   |             |
| 1    | 4    | Qu Chunyu           | China                            | 42,954   | Q           |
| 2    | 4    | Choi Min-jeong      | Südkorea                         | 42,996   | Q           |
| 3    | 4    | Martina Valcepina   | Italien                          | 43,023   |             |
| 4    | 4    | Petra Jászapáti     | Ungarn                           | 43,043   |             |

### Halbfinale
QA – Qualifikation für das A-Finale

QB – Qualifikation für das B-Finale
| Rang | Lauf | Athletin          | Land                             | Zeit (s) | Anmerkungen |
| ---- | ---- | ----------------- | -------------------------------- | -------- | ----------- |
| 1    | 1    | Choi Min-jeong    | Südkorea                         | 42,422   | QA, OR      |
| 2    | 1    | Arianna Fontana   | Italien                          | 42,635   | QA          |
| 3    | 1    | Sofja Proswirnowa | Olympische Athleten aus Russland | 43,219   | QB          |
|      | 1    | Fan Kexin         | China                            |          | DSQ         |
| 1    | 2    | Yara van Kerkhof  | Niederlande                      | 43,182   | QA          |
| 2    | 2    | Elise Christie    | Großbritannien                   | 43,184   | QA          |
| 3    | 2    | Kim Boutin        | Kanada                           | 43,234   | ADV         |
|      | 2    | Qu Chunyu         | China                            |          | DSQ         |

### Finale
Das B-Finale wurde nicht ausgetragen, da sich nur Sofja Proswirnowa für dieses qualifizierte.
| Rang | Athletin         | Land           | Zeit     | Anmerkungen |
| ---- | ---------------- | -------------- | -------- | ----------- |
| 1    | Arianna Fontana  | Italien        | 42,569 s |             |
| 2    | Yara van Kerkhof | Niederlande    | 43,256 s |             |
| 3    | Kim Boutin       | Kanada         | 43,881 s |             |
| 4    | Elise Christie   | Großbritannien | 1:23,063 |             |
|      | Choi Min-jeong   | Südkorea       |          | DSQ         |